# Juan Carlos Rodríguez Ibarra
Vous lisez un « bon article » labellisé en 2024.
Juan Carlos Rodríguez Ibarra ([ˈxwaŋ ˈkaɾlos roˈðɾiɣeθ iˈβara]), né le 19 janvier 1948 à Mérida, est un homme politique espagnol membre du Parti socialiste ouvrier espagnol (PSOE).
Il adhère au PSOE en 1976, après avoir fait la connaissance d'Alfonso Guerra à la fin des années 1960. De 1977 à 1983, il représente la province de Badajoz au Congrès des députés. Il échoue en 1979 puis en 1980 à prendre la présidence du gouvernement pré-autonome d'Estrémadure en raison de la majorité absolue dont bénéficie l'Union du centre démocratique en son sein.
Il y parvient finalement en 1982, avant d'être élu en 1983 président de la Junte d'Estrémadure. Il est reconduit à cinq reprises et reste ainsi au pouvoir 24 années consécutives, accomplissant cinq de ses six mandats avec la majorité absolue à l'Assemblée d'Estrémadure. À partir de 1988, il est également secrétaire général du PSOE d'Estrémadure. Sa longévité au pouvoir et son influence en font l'un des « barons » du Parti socialiste avec ses homologues José Bono et Manuel Chaves.
En raison de la situation socio-économique difficile de sa région, il défend fermement l'unité de l'Espagne et s'oppose aux nationalismes périphériques. Il assume un discours populiste et adopte une forme de démagogie pour conduire ses campagnes électorales. Au sein du PSOE, c'est un fidèle soutien d'Alfonso Guerra, qui représente selon lui l'essence du socialisme.
Il se retire de la vie politique en 2007, moins de deux ans après avoir été victime d'un infarctus du myocarde. Il cède la présidence de la Junte puis le secrétariat du PSOE à son dauphin Guillermo Fernández Vara. Il continue néanmoins d'intervenir dans les médias sur l'actualité politique espagnole ou la vie interne du PSOE, dont il est un représentant de la vieille garde.

## Vie privée
Juan Carlos Rodríguez Ibarra naît le 19 janvier 1948 à Mérida. Ses parents s'installent en Estrémadure après la guerre d'Espagne, son père Ponciano Rodríguez ayant été interné en camp de concentration.
Il est marié et père d'une fille que lui et son épouse ont adopté en 1991.

## Formation et vie professionnelle
Juan Carlos Rodríguez Ibarra achève ses études secondaires à Mérida, puis il se forme au métier d'instituteur à Badajoz. Il passe avec succès le concours d'instituteur en 1969 mais demande à être mis en disponibilité pour suivre un cursus universitaire. Il obtient ensuite une licence en philologie moderne, spécialité français, à l'université de Séville. Il est ensuite lecteur en espagnol au lycée Clemenceau de Nantes.
Il commence à travailler en 1974 comme professeur non-titulaire à l'école de formation des enseignants de Badajoz. Il devient titulaire onze ans plus tard au sein de l'école universitaire de cette même école de formation, qui deviendra plus tard la faculté d'éducation de l'université d'Estrémadure.

## Engagement politique

### Débuts
Les premiers contacts de Juan Carlos Rodríguez Ibarra avec le Parti socialiste ouvrier espagnol (PSOE) ont lieu à la fin des années 1960, alors qu'il est étudiant, notamment sa rencontre avec Alfonso Guerra. Il adhère en 1976 et participe au XXVIIe congrès, organisé la même année à Madrid.
Il est élu député de la circonscription de Badajoz au Congrès des députés aux élections générales de 1977, étant réélu à l'occasion de celles de 1979 puis de 1982. Lors des élections de 1977, il occupe la troisième place sur la liste de Badajoz. Il explique, en 2018, qu'il ne pensait pas s'engager en politique au-delà de son adhésion au PSOE et qu'il avait accepté cette proposition car Alfonso Guerra lui avait indiqué que le PSOE n'obtiendrait qu'un seul député dans cette province. Il échoue, en 1978, à se faire élire secrétaire général du Parti socialiste ouvrier espagnol d'Estrémadure (PSOE-Ex), le poste revenant à Alfonso González Bermejo (es) avec 85 % des voix.
Au cours de la réunion de la Junte régionale d'Estrémadure du 19 septembre 1978, il fait partie des deux socialistes nommés à la tête d'un département exécutif, en tant que conseiller à la Santé et à la Sécurité sociale.
Lors de la campagne des élections générales de mars 1979, il est physiquement molesté en février 1979 par environ 300 habitants de Los Santos de Maimona, dans la province de Badajoz, qui l'expulsent du bar où il attendait avant d'entamer une réunion publique et le forcent à parcourir tout le village jusqu'à la sortie du territoire communal. Cette violence s'expliquerait par ses propos critiques à l'endroit de la décision du ministre de la Santé Enrique Sánchez de León d'installer un centre de formation permanente à Los Santos alors que selon lui, un accord avait été conclu pour qu'il soit bâti à mi-chemin avec Zafra. Lors d'une intervention publique en 2008, il révèle qu'il considère cet événement comme l'un des « cinq plus durs de sa vie » et qu'il avait eu peur d'être tué.

### Président d'Estrémadure

#### Président provisoire
Juan Carlos Rodríguez Ibarra tente de se faire  de se faire élire président de la Junte régionale d'Estrémadure le 9 juin 1979, mais il n'emporte que sept voix, soit neuf de moins que Luis Ramallo de l'Union du centre démocratique (UCD). Les socialistes décident alors de renoncer à leurs fonctions au sein de l'exécutif. Ce résultat se répète le 22 décembre 1980, alors qu'il fait face cette fois-ci au centriste Manuel Bermejo (es) au cours d'un scrutin qui suit la démission de Ramallo. Après la démission de ce dernier, il est effectivement investi président de cette institution en décembre 1982 à sa propre surprise, bénéficiant du vote de deux élus de l'UCD qui auraient dû porter leurs suffrages sur l'indépendant Juan Bazaga.
Quatre mois plus tard, l'Assemblée d'Estrémadure provisoire le porte le 5 mars 1983 à la présidence de la Junte d'Estrémadure en attendant la tenue d'élections territoriales par 42 voix favorables et 23 oppositions, l'unique député du Parti communiste d'Espagne (PCE) se joignant à ses pairs du Parti socialiste. Le 25 mars, le comité fédéral du PSOE ratifie sa candidature comme chef de file aux élections du 8 mai.

#### Six mandats de chef du gouvernement

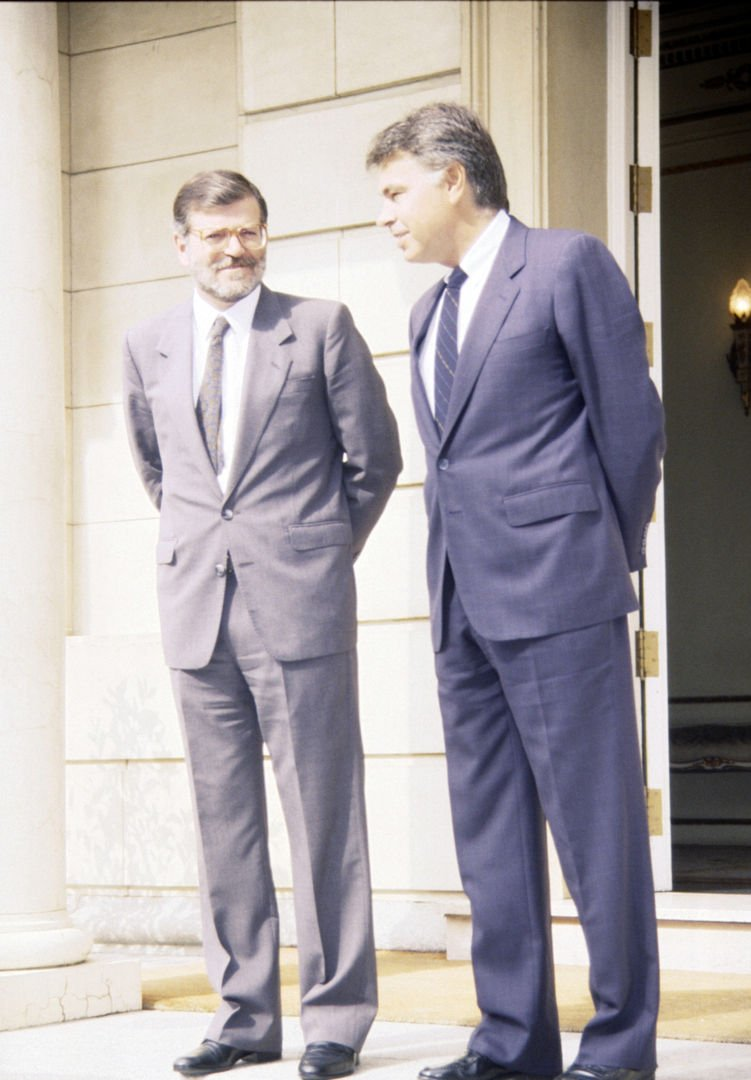
Juan Carlos Rodríguez Ibarra est président de la Junte d'Estrémadure entre 1983 et 2007.

Élu député de Badajoz à l'Assemblée d'Estrémadure lors des élections du 8 mai suivant, Juan Carlos Rodríguez Ibarra démissionne du Congrès le 26 mai suivant. Le 8 juin, il reçoit l'investiture de l'Assemblée comme président de la Junte d'Estrémadure. Il est désigné président du gouvernement de la communauté autonome à six reprises, remportant tous les scrutins avec une majorité absolue des sièges, sauf en 1995. Cette année-là, il est réélu au second tour de scrutin par 31 voix favorables, 27 votes contre et six abstentions, profitant de la décision de la Gauche unie (IU) de rejoindre la Coalición Extremeña (CEx) dans l'abstention.
Cette longévité à la tête d'une puissante institution territoriale lui vaut le surnom de « baron » (barón) du PSOE, au même titre que le président de la Junte d'Andalousie Manuel Chaves et le président de la Junte des communautés de Castille-La Manche José Bono.
Le 8 mars 1987, l'Alliance populaire (AP) dépose à son encontre une motion de censure proposant de le remplacer par Adolfo Díaz-Ambrona. Lors du débat, Juan Carlos Rodríguez Ibarra qualifie son opposant d'« éboueur » et lui reproche d'avoir monté une opération purement électorale destinée à lui donner de la visibilité à quelques semaines des élections. La motion est rejetée par 36 voix contre et 16 pour. Elle reste la seule motion de censure de l'histoire régionale jusqu'à celle déposée en 2014 par Guillermo Fernández Vara.
Pour ses campagnes électorales, il adopte une stratégie de type populiste et démagogique que lui-même définit comme le fait de parler aux gens de la vérité qui les intéresse,,. Ses prises de position sans filtre lui ont permis, au fil des années, d'offrir à l'Estrémadure une place singulière dans la vie politique espagnole.

#### Départ

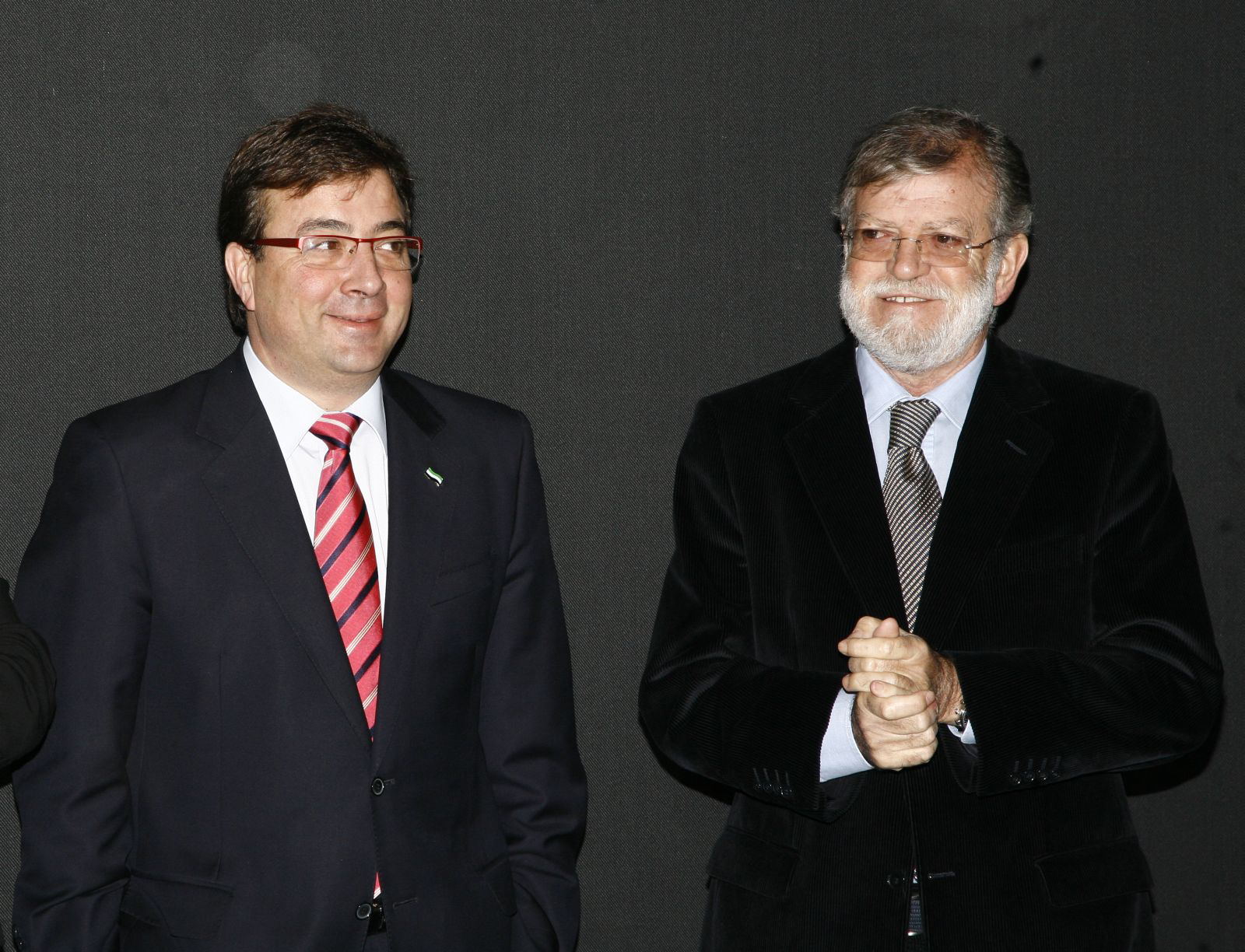
En 2007, Juan Carlos Rodríguez Ibarra cède le pouvoir à son dauphin, Guillermo Fernández Vara.

Juan Carlos Rodríguez Ibarra annonce le 22 mai 2001 qu'il ne postulera pas pour un sixième mandat, dénonçant la volonté du parti de limiter à trois le nombre de mandats de ses élus. Il revient sur cette décision en 2002, à la demande expresse de José Luis Rodríguez Zapatero, en échange d'engagements forts en faveur de l'Estrémadure.
Le 7 novembre 2005, il est victime d'un infarctus du myocarde, qui conduit à la réalisation d'une angioplastie. Il racontera par la suite que Guillermo Fernández Vara — médecin légiste de profession — lui a sauvé la vie ce jour-là, en identifiant ses symptômes à l'occasion d'une conversation téléphonique et en prévenant les secours. Il quitte quatre jours plus tard l'hôpital de Madrid où il était admis.
Il indique le 19 septembre 2006 qu'il a l'intention de mettre un terme à sa vie politique en ne se représentant pas aux élections du 27 mai 2007. Le conseiller à la Santé de la Junte Guillermo Fernández Vara, un ami proche perçu de longue date comme son dauphin, est effectivement choisi deux jours plus tard par la commission exécutive régionale pour mener la prochaine campagne du PSOE comme candidat à la présidence.
À l'issue du scrutin, Guillermo Fernández Vara est investi pour lui succéder le 27 juin. Juan Carlos Rodríguez Ibarra reçoit des mains de son successeur la médaille d'Estrémadure le 21 mai 2008.

### Figure du PSOE

#### Secrétaire général en Estrémadure
Juan Carlos Rodríguez Ibarra est élu secrétaire général du Parti socialiste ouvrier espagnol d'Estrémadure (PSOE-Ex) le 10 avril 1988, lors du IVe congrès régional, qui consacre l'unification de la direction du parti au niveau de la communauté autonome, confiant la présidence honorifique à Eugenio Álvarez et le vice-secrétariat à Federico Suárez. Il est remplacé par Francisco Fuentes (es) au secrétariat général provincial de Badajoz.
Il décide initialement en juillet 1999 de ne pas postuler à un nouveau mandat dans un contexte de forte tension au sein de l'appareil national, avant d'être finalement réélu en décembre 2000 avec plus de 90 % des voix des délégués. Le congrès de 2004 est l'occasion pour lui de ne pas participer directement aux discussions sur la structure et la composition de son équipe de direction pour la première fois, son vice-secrétaire Federico Suárez se voyant confier la présidence de la commission exécutive en remplacement d'Eugenio Álvarez, dont Juan Carlos Rodríguez Ibarra salue la générosité.
Le 18 juillet 2008, Guillermo Fernández Vara le remplace également comme secrétaire général du PSOE-Ex.

#### Membre de la direction nationale
En outre, Juan Carlos Rodríguez Ibarra siège à deux reprises au sein de la commission exécutive fédérale du PSOE : entre 1994 et 1997 sous l'autorité de Felipe González, puis de 2004 à 2008, sous la direction de José Luis Rodríguez Zapatero. Lors du congrès de 1997 qui consacre la succession de Felipe González au profit de Joaquín Almunia, il renonce à siéger au sein de la direction, officiellement au nom du renouvellement générationnel mais en réalité car il considère que la nouvelle direction ne présente pas un caractère unitaire.
À l'occasion du congrès de 2004, il négocie avec José Luis Rodríguez Zapatero pour lui faire admettre la présence du premier secrétaire du Parti des socialistes de Catalogne (PSC) José Montilla au sein de la commission exécutive, alors que le secrétaire général ne souhaitait la présence d'aucun dirigeant territorial ; il lui propose d'intégrer Montilla dans la mesure où le PSC forme un parti associé du PSOE et de confier à Patxi López la coordination du conseil territorial du parti, une solution approuvée par José Luis Rodríguez Zapatero qui nomme également Juan Carlos Rodríguez Ibarra dans son équipe de direction sans lui confier de responsabilité particulière,.

#### Soutien d'Alfonso Guerra

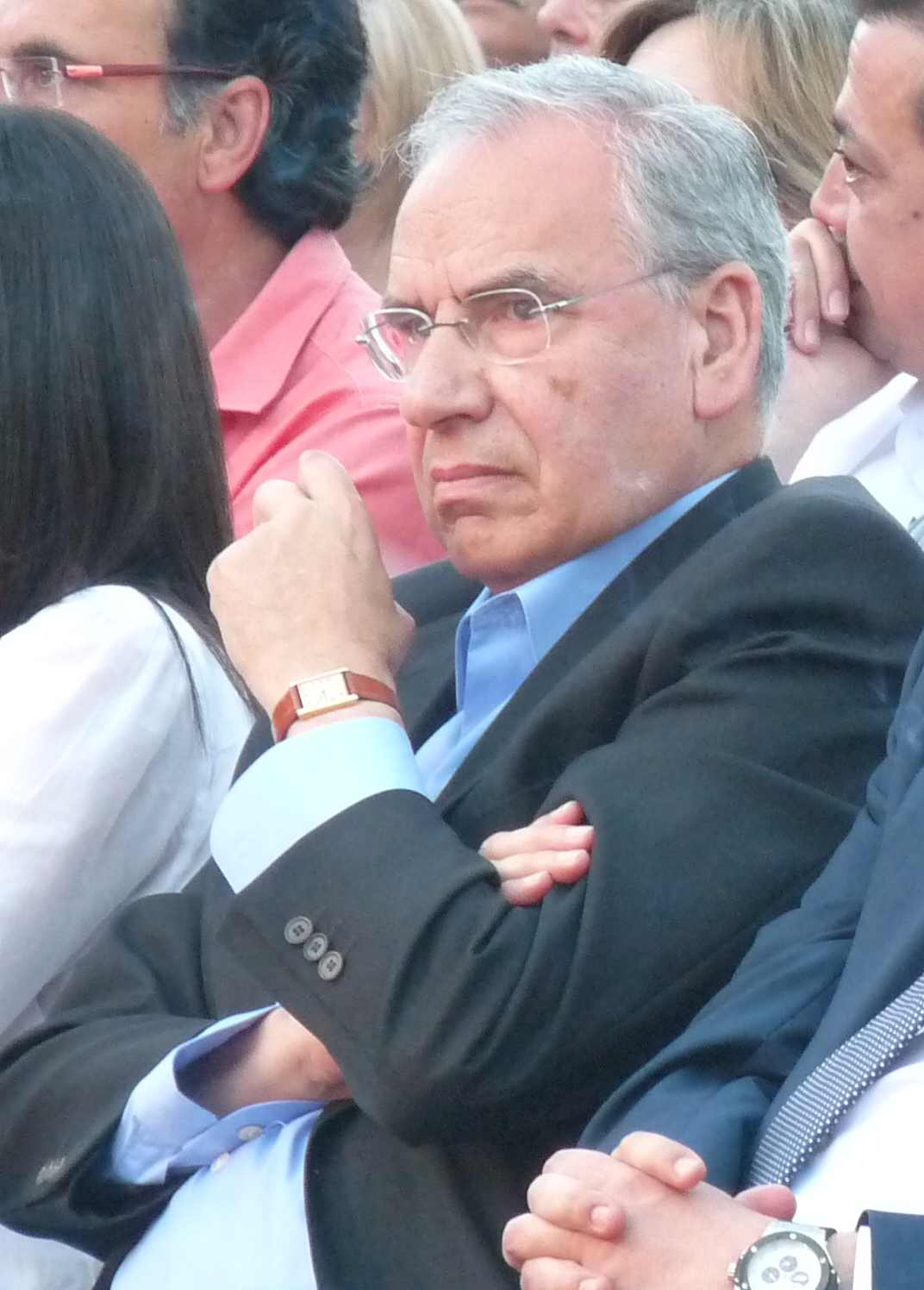
Au sein du PSOE, Juan Carlos Rodríguez Ibarra est un soutien de premier ordre d'Alfonso Guerra.

Au sein du Parti socialiste, Juan Carlos Rodríguez Ibarra est un défenseur acharné des thèses d'Alfonso Guerra, qui représente d'après lui un « socialisme pur ». Il entretient avec Alfonso Guerra une amitié profonde, qui explique que ce dernier ait choisi d'annoncer sa démission de la vice-présidence du gouvernement en 1991 lors de la clôture du congrès régional du PSOE d'Estrémadure, une décision dont Juan Carlos Rodríguez Ibarra était l'un des rares informés au préalable.
Proposant en juillet 1999 que Guerra soit le chef de file électoral du parti aux législatives de 2000, il envisage en parallèle la structuration formelle du courant « guerriste » dont il est pressenti comme porte-parole par ses compagnons de route. Lors du comité fédéral du 24 juillet, il fait comprendre que la perspective de la structuration d'un courant pro-Guerra est enterrée.
Il refuse l'année suivante, à l'occasion du congrès du PSOE, d'être le candidat des soutiens de Guerra au secrétariat général, qui choisissent alors Matilde Fernández.

#### Poids lourd post-González
Juan Carlos Rodríguez Ibarra est un acteur de premier ordre du congrès du PSOE en juin 1997, marqué par le retrait inattendu de Felipe González. Son nom est par ailleurs cité comme un potentiel candidat au secrétariat général, mais il fait part de son indisponibilité. Bien qu'il participe initialement aux négociations avec les autres dirigeants régionaux pour constituer une commission exécutive conduite par Joaquín Almunia, il finit par dénoncer publiquement ces conciliabules, parlant d'une « tricherie » en raison des arrangements conclus sur la place des chefs régionaux du PSOE au sein de la direction, qu'Almunia disait refuser catégoriquement. La commission exécutive, dont les « guerristes » sont absents, est ratifiée le 22 juin par 73 % des voix.
En 1998, il promeut la candidature de Felipe González comme chef de file du PSOE aux élections générales de 2000. Il recueille le soutien de Joaquín Leguina tandis que José Bono considère impossible une telle candidature en raison de l'éloignement de Felipe González de l'appareil socialiste. Ibarra, Bono et Manuel Chaves se réunissent plusieurs semaines plus tard avec Felipe González afin de confirmer l'absence d'intention de celui-ci, qui les appelle à soutenir la candidature du secrétaire général Joaquín Almunia.
Après que Josep Borrell a été désigné chef de file électoral et que des tensions sont apparues entre lui et Almunia, Ibarra propose en mai 1998 de convoquer un congrès extraordinaire, mais se trouve fortement isolé dans cette démarche puisque l'ensemble des autres secrétaires généraux de communauté autonome lui opposent une fin de non-recevoir. Les tensions se poursuivant, Juan Carlos Rodríguez Ibarra menace directement Borrell et Almunia — avec le soutien de Bono et Chaves — de présenter contre eux une motion de censure devant le comité fédéral, donnant aux « barons » le pouvoir de convoquer ensuite un congrès extraordinaire, ce qui pousse les deux antagonistes à s'entendre sur une manière de travailler ensemble. Le 24 juillet, après que Borrell a renoncé, le comité fédéral est réuni pour ratifier la candidature d'Almunia, et Juan Carlos Rodríguez Ibarra en profite pour dénoncer la stratégie du secrétaire général, qui laisserait les fédérations territoriales fonctionner en toute autonomie au détriment de la défense d'un parti fédéral et d'un projet politique commun.
Selon El Mundo en 2006, il est l'un des principaux représentants de la « vieille garde » du PSOE. Il soutient sans réserve Rafael Vera, mis en cause dans le scandale des Groupes antiterroristes de libération (GAL), après sa condamnation en 2004. Déjà, en juillet 1998, il avait appelé le Parti socialiste à envisager un boycott des institutions de l'État à la suite de la condamnation de Vera dans un autre volet de l'affaire des GAL.

### Opposant aux nationalismes

#### Au pouvoir

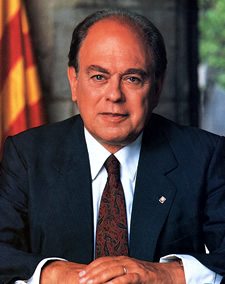
Juan Carlos Rodríguez Ibarra est un adversaire résolu des nationalismes, que représente à l'époque le Catalan Jordi Pujol.

Juan Carlos Rodríguez Ibarra prend régulièrement position contre le nationalisme catalan et défend la péréquation entre les communautés autonomes. Son attachement à l'unité de l'Espagne s'explique par la pauvreté et le fort taux de chômage qui touchent l'Estrémadure.
En mai 1991, après que le président de la généralité de Catalogne Jordi Pujol a réclamé un traitement particulier pour son territoire, il rétorque que ces revendications sont « impertinentes » et que la Catalogne s'est enrichie au détriment des autres régions sous le franquisme. Il rejettera les appels ultérieurs à une rectification de ces propos en répliquant que « l'histoire ne se rectifie pas ».
Il critique deux ans plus tard l'annonce par le ministre des Administrations publiques Jerónimo Saavedra de la volonté du gouvernement de céder le produit de 15 % de l'impôt sur le revenu aux gouvernements territoriaux afin de s'assurer le soutien des députés catalanistes. Quand le gouvernement propose en 2008 une cession de 50 %, il affirme que le risque est d'arriver à une cession intégrale qui rompra de facto le pays car être Espagnol sous-tend de partager un espace fiscal commun.
Il signe avec Manuel Chaves et José Bono le 6 octobre 1998 la « déclaration de Mérida », qui souligne que la Constitution n'accorde aucun traitement de faveur à certains territoires, trois mois après un appel de plusieurs partis nationalistes à la transformation de l'Espagne en un État plurinational.
Lors de la campagne des élections générales de 2004, il formule la proposition d'instaurer un seuil électoral de 5 % des voix au niveau national pour accéder au Congrès des députés, ce qui exclurait de fait les formations territoriales, avant de la retirer face au rejet exprimé par son propre camp.

#### Après la présidence d'Estrémadure
Le 27 juin 2011, Juan Carlos Rodríguez Ibarra répond à la remarque du conseiller à l'Économie de la généralité de Catalogne Andreu Mas-Colell selon qui l'Espagne ne pourra pas tenir ses objectifs de déficit budgétaire pour l'année en cours, à moins de retarder certains projets d'infrastructure, notamment la LGV Madrid-Estrémadure, en affirmant que s'il présidait le gouvernement catalan, il supprimerait la police de la communauté autonome et quatre des cinq chaînes de télévision régionale, regrettant que « tout politique qui veut être quelqu'un en Catalogne, qui souhaite exister, doit embêter l'Estrémadure ».

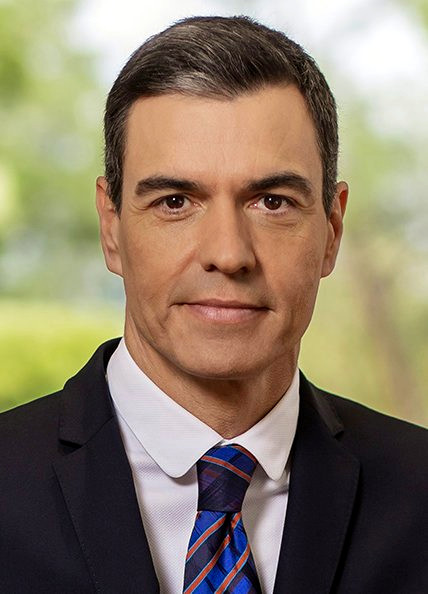
Juan Carlos Rodríguez Ibarra se montre très critique des décisions et politiques de Pedro Sánchez vis-à-vis de l'indépendantisme catalan.

Il annonce le 19 mai 2017 ne pas avoir l'intention de voter lors des primaires du XXXIXe congrès fédéral du PSOE, prévues trois jours plus tard, en raison des fractures créées en interne par ce type de scrutin. Il s'était déjà montré critique de ce procédé en janvier 2014 puis en septembre 2016. En mai 2021, réagissant à la volonté du président du gouvernement Pedro Sánchez d'accorder une grâce partielle à plusieurs dirigeants indépendantistes catalans emprisonnés, il l'appelle à consulter les militants socialistes sur ce sujet au moyen d'un référendum interne.
Il défend, le 14 février 2023 dans El Mundo, que le pouvoir revienne, à la suite des prochaines élections générales, au parti ayant remporté le plus grand nombre de sièges. Il appelle de ses vœux au passage d'accords entre le Parti socialiste et le Parti populaire, comme cela a pu être fait au moment de la Transition. Il dénonce le fait que, dans le cas contraire, le gouvernement restera dépendant des partis nationalistes et indépendantistes, qu'il accuse de vouloir détruire la Constitution de 1978. Il demande ainsi à ses concitoyens de retenir la leçon du résultat des élections de novembre 2019 et de voter surtout pour le PSOE ou le PP. Selon lui, si Albert Rivera n'avait pas cherché, en 2019, à dépasser le PP, Ciudadanos serait devenu le soutien de Pedro Sánchez et l'Espagne serait « dans une dynamique totalement différente ».
À la suite des élections générales de juillet 2023, le PSOE accepte de négocier avec le dirigeant indépendantiste catalan Carles Puigdemont une amnistie pour les personnes mises en cause dans l'organisation du référendum de 2017 sur l'indépendance de la Catalogne. Juan Carlos Rodríguez Ibarra réagit trois mois plus tard, en déclarant qu'une telle perspective équivaut à un viol « de 40 millions d'Espagnols ». L'emploi de ce terme est critiqué par la direction du Parti socialiste, qui affirme respecter l'opinion d'une personne « aussi importante au sein du parti » tout en appelant à « de la retenue dans le choix ce certains mots, qui n'apportent rien de positif ».
Lors de son discours en clôture du congrès de 2024 du PSOE d'Estrémadure, il défend l'idée que les socialistes sont des « ennemis viscéraux » des nationalistes et que chaque rapprochement entre le PSOE et les indépendantistes catalans fait perdre au Parti socialiste son identité propre. Il se désole que « la gauche espagnole [soit] la seule gauche européenne qui remette en question l'unité nationale », qu'il se dit fier de défendre.

## Conseiller d'État
Après son retrait de la vie politique, Juan Carlos Rodríguez Ibarra reprend une activité d'enseignement, comme professeur titulaire à la faculté d'éducation de l'université d'Estrémadure, en janvier 2008. Il prend sa retraite, de manière anticipée, en septembre 2009. Moins de deux ans plus tard, il est nommé membre non-permanent du Conseil d'État en Conseil des ministres par le gouvernement Zapatero II. Il est reconduit dans ces fonctions par le gouvernement Sánchez II lors du Conseil des ministres du 28 mars 2023.